# Joan Àngel Calzado de Castro
Joan Àngel Calzado de Castro   (Barcelona, 16 de març de 1937) és un jugador d'hoquei sobre herba català, ja retirat, guanyador d'una medalla olímpica.
Membre del Reial Club de Polo de Barcelona, va participar, als 23 anys, en els Jocs Olímpics d'Estiu de 1960 realitzats a Roma (Itàlia), on aconseguí guanyar la medalla de bronze en la competició olímpica d'hoquei sobre herba. En els Jocs Olímpics d'Estiu de 1964 realitzats a Tòquio (Japó) aconseguí finalitzar en quarta posició, guanyant així un diploma olímpic.
A nivell de clubs guanyà sis Campionats de Catalunya (1954-55, 1957-58, 1960, 1962), sis Copes espanyoles (1957-60, 1962, 1964) i una lliga espanyola (1958).
Una vegada retirat fou secretari de la Federació Internacional d'Hoquei (1982-93) i posteriorment president (1996-2001). Fou el primer català a dirigir una federació internacional olímpica.